# Giacomo Campiotti
Giacomo Campiotti (* 8. Juli 1957 in Varese) ist ein italienischer Drehbuchautor und Filmregisseur.

## Leben
Campiotti studierte Pädagogik an der Universität Bologna und arbeitete ab 1979 als Regieassistent für u. a. Mario Monicelli und Francesco Laudadio. Zwischen 1983 und 1987 drehte er als Mitglied der von Ermanno Olmi gegründeten Ipotesi Cinema Kurzfilme. 1989 debütierte er mit dem Kinderfilm Corsa di primavera im Spielfilmbereich und wurde schnell mit Folgearbeiten beauftragt; darunter als Prestigeobjekt die Neuverfilmung von Doktor Schiwago für das Fernsehen, für das er seither verstärkt arbeitet.
Neben diesen Arbeiten drehte Campiotti auch etliche Videoclips, so mehrfach für Lucio Dalla.
Mehrfach gewannen seine Filme Preise: 1989 sein Erstlingswerk beim Giffoni Film Festival, 1996 gewann er den Nastro d’Argento für Come due coccodrilli, 1999 erhielt er den Prix Tournage bei Avignon Film Festival für Il tempo dell’amore.

## Filmografie (Auswahl)
- 1989: Ein Häuschen aus Kristall (Corsa di primavera)
- 2002: Doktor Schiwago (Doctor Zhivago, Fernsehfilm)
- 2010: Il sorteggio (Fernsehfilm)
- 2012: Ihr Name war Maria (Maria di Nazaret)